# CD Tenerife
Club Deportivo Tenerife er en spansk fodboldklub, som ligger i byen Santa Cruz de Tenerife på Tenerife, som er en af de Kanariske Øer. Klubben spiller i den næstbedste række, Segunda División.
CD Tenerife blev grundlagt i 1922, men nogle dokumenter viser, at klubben Sporting Club Tenerife eksisterede i 1912. Denne klub kan have været en forløber for det nuværende klub.